# Melidectes sclateri
Melidectes sclateri é uma espécie de ave da família Meliphagidae.
É endémica de Ilhas Salomão.